# Castelo episcopal de Lauterbourg

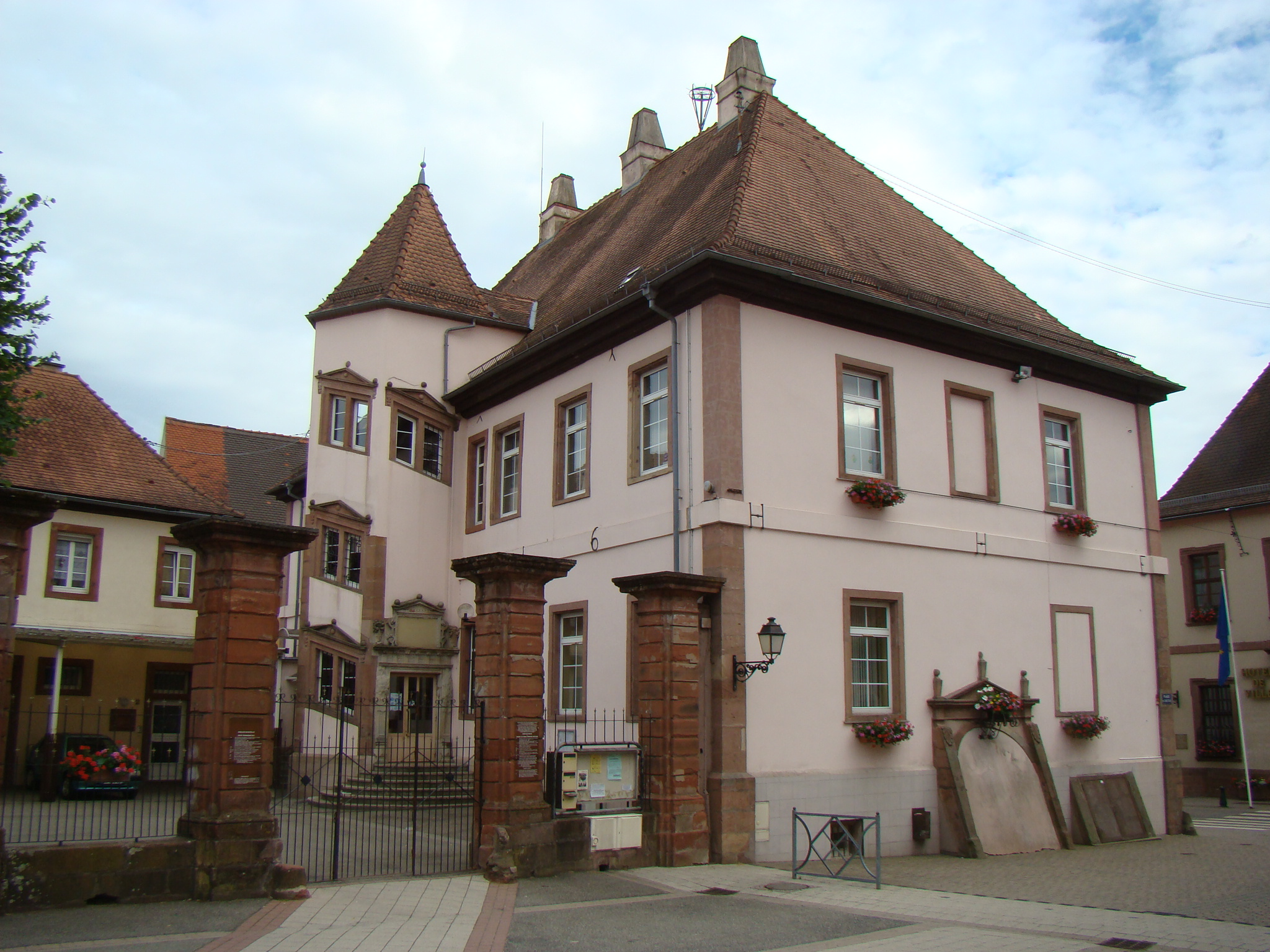
Residência do Bispo, Lauterbourg

O Château episcopal de Lauterbourg é um edifício monumental na cidade de Lauterbourg, no departamento de Bas-Rhin, Alsácia, França. Foi construído no final do século  XVI e serviu como residência do bispo de Speyer. É um monumento histórico listado desde 1932.